# Ничипуренко, Зоя Петровна
Зоя Петровна Ничипуренко (17 декабря 1939 — 15 декабря 2020) — работница Моздокской гардинной фабрики имени 60-летия ВЛКСМ Министерства текстильной промышленности РСФСР, Северо-Осетинская АССР, полный кавалер ордена Трудовой Славы (1986).

## Биография
Родилась 17 декабря 1939 года в хуторе Графский Курского района Ставропольского края. Русская. Окончила школу-семилетку, в 1956 году – школу фабрично-заводского обучения при льнопрядильной фабрике имени Карла Либкнехта в городе Вязники Владимирской области.
В 1956 году начала самостоятельную трудовую деятельность прядильщицей на той же фабрике в городе Вязники. Через год вернулась в родные края, поселилась в городе Моздок (Северная Осетия).
В 1957 году поступила работать на Моздокскую гардинную фабрику, с которой была связана вся её дальнейшая трудовая биография. Начинала с освоения новой специальности, работала ученицей вязальщицы гардинного полотна. Через год девушке уже доверили самостоятельное обслуживание одной машины в уточно-вязальном цехе.
Вскоре обслуживала уже несколько машин (6–8 вместо нормативных 3). Многостаночница сдавала продукцию практически без брака. Работая на уточно-вязальных машинах, овладела  второй профессией – присучальщицы, что позволило до минимума сократить простои машины при заправке.
В 1968 году в числе опытных и высококвалифицированных вязальщиц был переведена на обслуживание нового основовязального оборудования. Во втором основовязальном цехе запускали в эксплуатацию импортные высокопроизводительные вязальные машины, и она одной из первых освоила новую технику.
В совершенстве изучив основовязальные машины, технологию гардинно-тюлевого производства, добилась больших успехов в работе. Высокое мастерство давало ей возможность систематически работать на сверхтиповом обслуживании оборудования, обеспечивая значительный рост производительности труда и хорошее качество выпускаемой продукции.
Указом Президиума Верховного Совета СССР от 21 апреля 1975 года за высокие достижения в труде и многолетнюю безупречную работу на одном предприятии Ничипуренко Зоя Петровна награждена орденом Трудовой Славы 3-й степени.
Она обратилась к коллективу с инициативой: завершить план 9-й пятилетки в июле 1974 года, а до конца декабря выполнить ещё две годовые нормы. Патриотический почин коммуниста вдохновил коллектив на новые достижения в труде – его тут же подхватили. Сама Ничипуренко выполнила личную пятилетку ещё в апреле. 
Указом Президиума Верховного Совета СССР от 17 марта 1981 года за успехи, достигнутые в выполнении заданий 10-й пятилетке (1976–1980) и социалистических обязательств, награждена орденом Трудовой Славы 2-й степеней.
В 10-й пятилетке (1976–1980) выполнила 11 годовых норм. В 11-й пятилетке (1981–1985) выступила с инициативой соцсоревнования на фабрике: «За пятилетку – два пятилетних задания». Свой пятилетний план выполнила к 26 апреля 1983 года, а два пятилетних плана – 14 ноября 1986 года. Выработала сверх плана 665,9 тысяч квадратных метров гардинного полотна. Технически обоснованные нормы выполняла на 110,1 процента, выпускала полотна первого сорта 938 процента при плане 91,6.
Указом Президиума Верховного Совета СССР от 23 мая 1986 года за успехи, достигнутые в выполнении заданий одиннадцатой пятилетки и социалистических обязательств, Ничипуренко Зоя Петровна награждена орденом Трудовой Славы 1-й степени. Стала полным кавалером ордена Трудовой Славы.
Член КПСС с 1964 года. Избиралась членом Северо-Осетинского обкома партии, делегатом XXVI (1981) и XXVII (1986) съездов КПСС.
Проработала на гардинной фабрике 38 лет до выхода на пенсию в 1995 году.
Жила в станице Троицкая Моздокского района Республики Северная Осетия – Алания. Умерла 15 декабря 2020 года. 

## Награды
Награждена орденами Трудовой Славы 1-й, 2-й, 3-й степеней:
3 ст. 21.04.1975 № 41382
2 ст. 17.03.1981 № 9979
1 ст. 23.05.1986 № 266
- медалями, в том числе медалями ВДНХ СССР, знаками «Ударник пятилетки», «Победитель социалистического соревнования»»[1].